# Glaucostegus granulatus
Glaucostegus granulatus is een vissensoort uit de familie van de Glaucostegidae. De wetenschappelijke naam van de soort is voor het eerst geldig gepubliceerd in 1829 door Cuvier.